# Eje de pivote

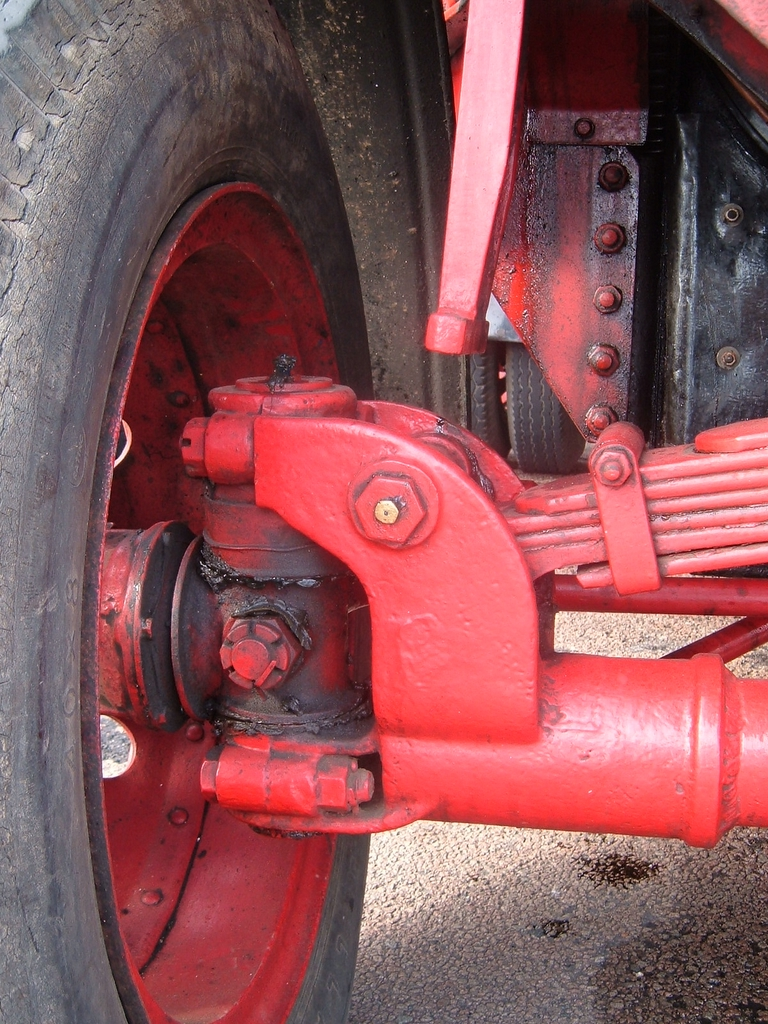
Pivote de dirección en una aplicación industrial

El eje de pivote - o king pin ("eje rey" en inglés) - es el pivote encargado de orientación de la rueda en el mecanismo de dirección  de un automóvil.
El eje de pivote coincide con un componente físico identificable -el perno del pivote de dirección- en los sistemas de dirección más antiguos, mientras que en los más modernos es un concepto geométrico utilizado para calcular el lanzamiento. El término también se utiliza para referirse al pivote central o quinta rueda en el eje anterior de algunos carruajes.

## Historia

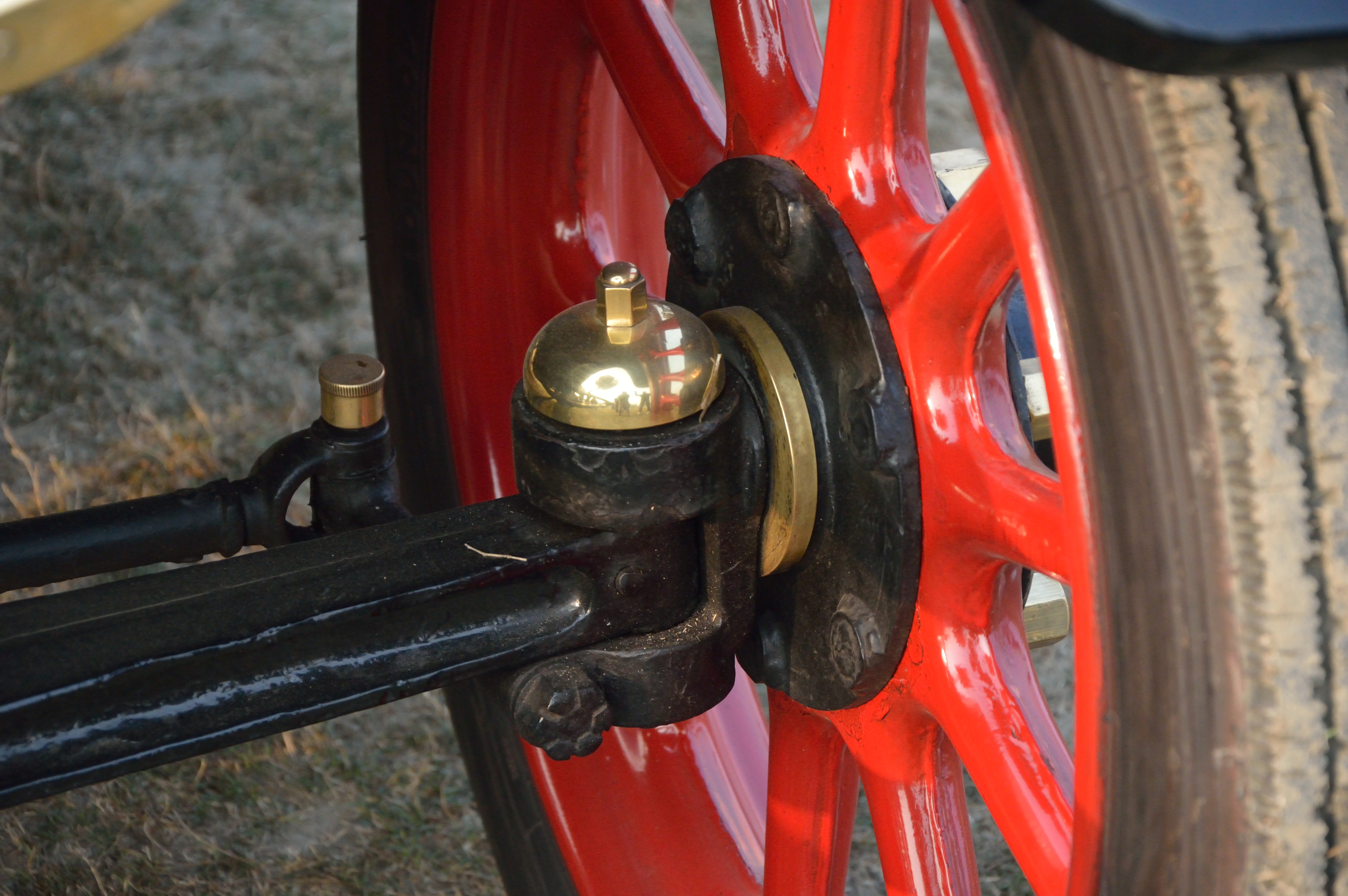
Pivote de dirección horquillado en un Standard - Coventry 20 hp de 1912

En vehículos de tracción animal la solución para conseguir un sistema de dirección mediante ruedas orientables fue conectar sólidamente las ruedas en los extremos de un eje rígido, que bien girase libremente sobre un único punto de pivote vertical o bien descansara sobre una rueda de dirección -turntable o fifth wheel en inglés-. El sistema se utilizó históricamente en los ejes delanteros -e intermedios en su caso- de muchos carruajes de más de un eje, de modo que los caballos podían tirar del carro desde los lados haciendo que el vehículo girase sobre su último eje, llegándose a aplicar incluso a los primeros automóviles como el Clement-Panhard 

### Pivotes de Dirección

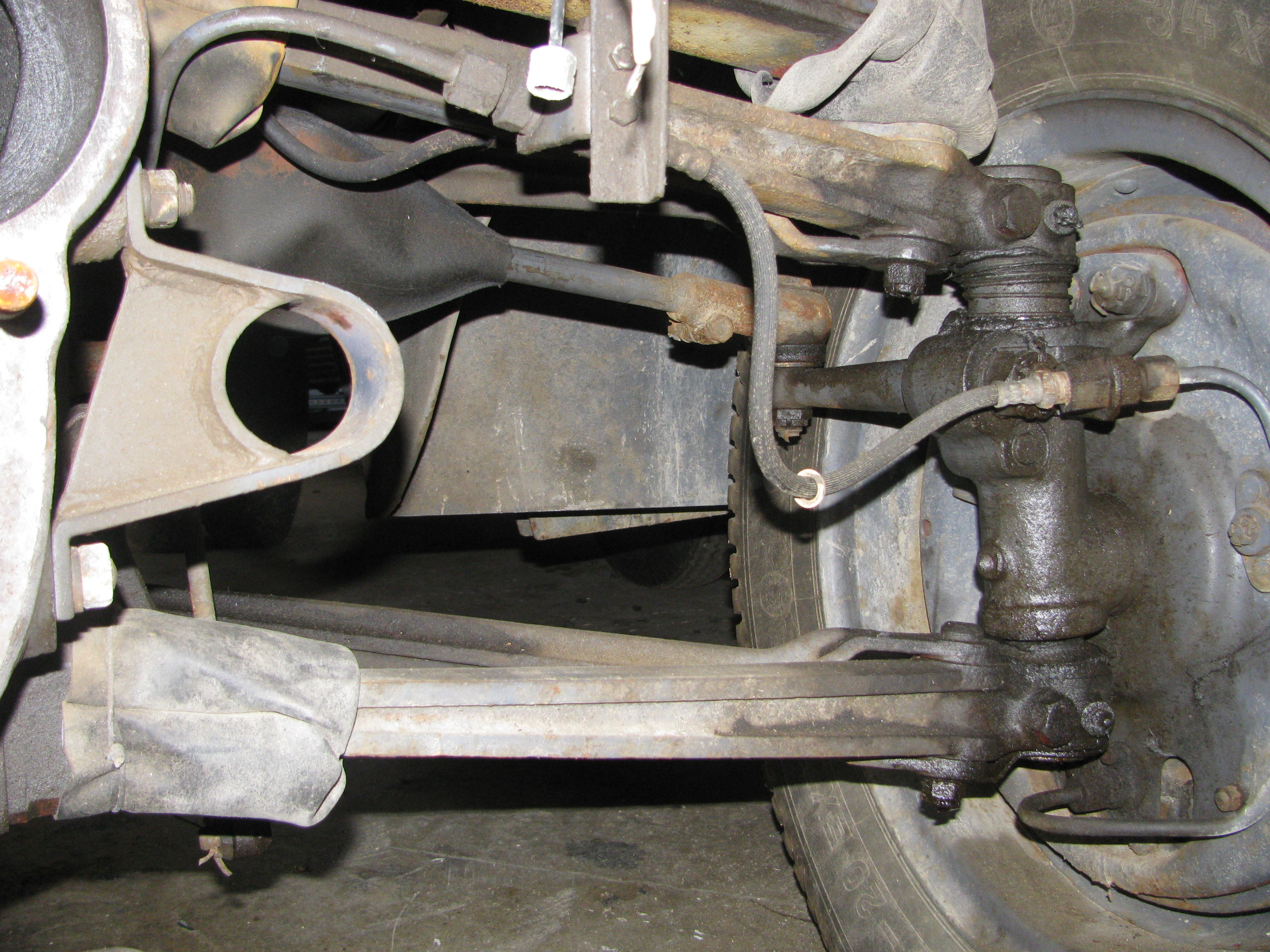
Pivote de dirección en una suspensión por triángulos superpuestos.El perno horizontal es el eje de pivote, los dos pernos verticales articulan la suspensión

Posteriormente con la aparición de los sistemas basados en cuadriláteros articulados que desembocaron en la geometría de Ackermann, el punto de pivote central se desplazó hacia cada una de las ruedas directrices. El mecanismo encargado de llevar a cabo esta finalidad, análogo a los sencillos sistemas de sujeción de las ruedas no directrices, fue el pivote de dirección  -spindle o king pin trunnion (literalmente "vástago" o "muñón del eje de pivote")-. Estos mecanismos permitían a los cubos de las ruedas pivotar sobre ellos, bien alojándose entre los extremos abiertos del  eje rígido -como en el Ford T - o  bien empleando una horquilla para sujetarse al eje, aumentando así el brazo de palanca y reduciendo la carga sobre los cojinetes.
Los pivotes de dirección se utilizaron en los primeros sistemas de suspensión delantera independiente como la planar suspension de Studebaker o en los ejes empujados del Citroën 2CV, cayendo en desuso a partir de los años ´50 del siglo XX. Para permitir la interacción de la dirección con las suspensiones independientes antes de la aparición de las rótulas se emplearon pivotes con articulaciones cilíndricas en dos planos -ver ilustración-, de modo que ambos sistemas se articulasen en un solo plano sobre sus respectivas articulaciones. En la actualidad los pivotes de dirección tradicionales solo se utilizan en vehículos con eje rígido delantero, básicamente en vehículos pesados y en algunos vehículos 4x4, con fabricantes como Dana Incorporated especializados en su desarrollo

### Aparición de lasmanguetas

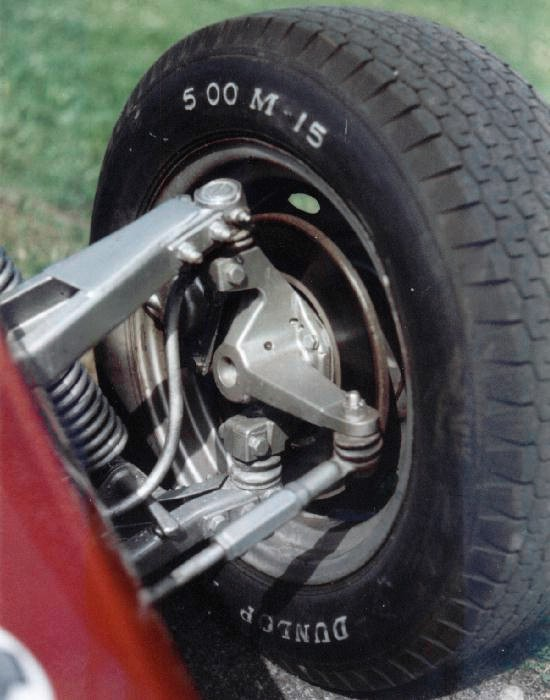
Mangueta de dirección; el eje de pivote es un concepto geométrico

La suspensión independiente delantera, que empezó a difundirse a partir de la década de 1930 empujó a la búsqueda de soluciones que redujesen el peso no suspendido. Si originalmente el eje de pivote cumplía la doble función de sujetar la rueda y de permitirle girar sin interferir en el funcionamiento de la suspensión que pivotaba a su vez sobre su propio eje independiente, la introducción de las suspensiones por triángulos superpuestos obligó a buscar un modo sencillo de interacción entre los sistemas de dirección y suspensión. La solución vino de la mano de las rótulas que permiten el movimiento en hasta tres grados de libertad,  de modo que una misma junta podía llevar a cabo todas las funciones. 

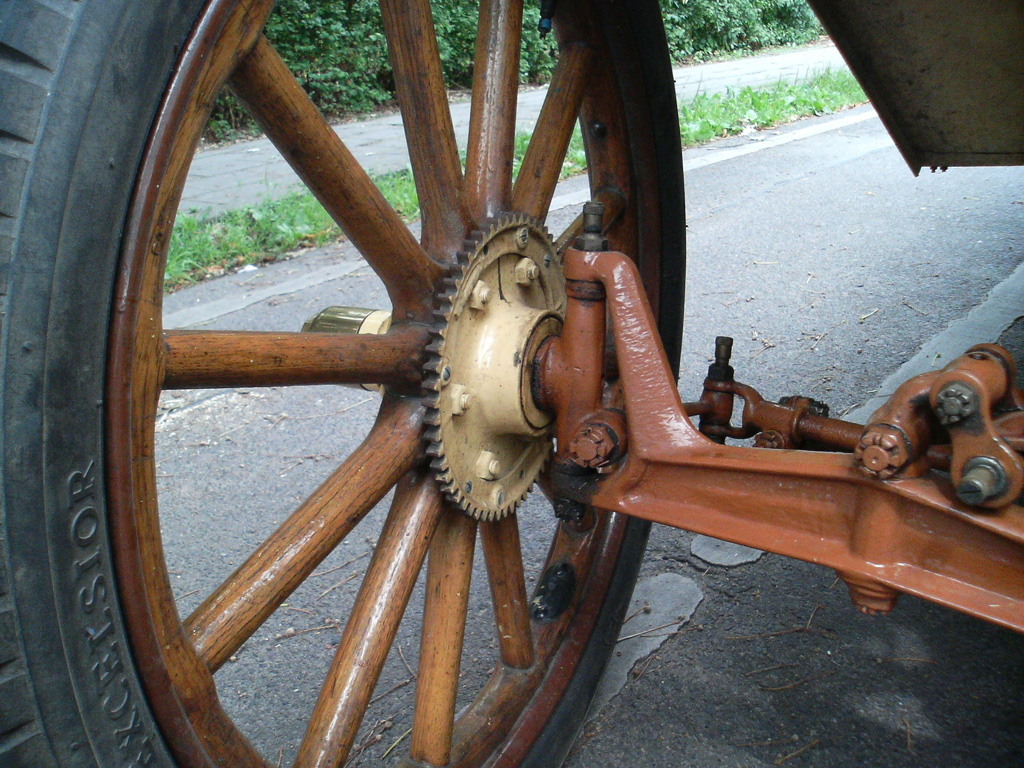
pivote de dirección en un Ford T

Como resultado el pivote de dirección tradicional se expandió verticalmente hasta los extremos de los triángulos superpuestos, cada uno de ellos acabado en una rótula, dando lugar a las manguetas. Entre las décadas de los años 50 y 60 el sistema se extendió haciendo su uso casi universal, por lo que el eje de pivote dejó de identificarse físicamente con el perno del pivote de dirección, para convertirse en un concepto geométrico denominado lanzamiento.

## Inclinación del eje de pivote
Aunque por lo general en los vehículos actuales no existe un componente identificable con el eje de pivote, el eje axial virtual sobre el que se produce el giro de la mangueta, coincidente en algunos sistemas de suspensión con la línea que une el centro de las rótulas superior e inferior, es un parámetro de diseño fundamental en el diseño de suspensiones y direcciones y se lo confunde generalmente con ángulo de avance o lanzamiento .

## Trivia
En 1976 el zoólogo Nicholas Humphrey publicó el artículo académico "The Social Functions of Intellect" en el que se refería una anécdota atribuida a Henry Ford a propósito de los pivotes de dirección. El fundador de la marca habría solicitado que se bajaran las especificaciones de calidad de los pivotes de dirección del modelo T tras comprobar que invariablemente sobrevivían al resto de componentes del automóvil. Humprey utilizó esta metáfora como idea de la eficacia de la selección natural.